# Rzeczyca Mała
Rzeczyca Mała [ʐɛˈt͡ʂɨt͡sa ˈmawa] (tiếng Đức: Klein Reetz)  là một khu định cư ở khu hành chính của Gmina Polanów, thuộc quận Koszalin, West Pomeranian Voivodeship, ở phía tây bắc Ba Lan. Nó nằm khoảng 7 kilômét (4 mi) phía đông Polanów, 41 km (25 mi) phía đông Koszalin và 165 km (103 mi) về phía đông bắc của thủ đô khu vực Szczecin.
Trước năm 1945, khu vực này là một phần của Đức. Đối với lịch sử của khu vực, xem Lịch sử của Pomerania.